# 川口裕司
川口 裕司（かわぐち ゆうじ、1958年2月 - ）は、日本の言語学者。専門は、フランス語学、トルコ語学。
言語学博士（ランス大学）。東京外国語大学名誉教授。

## 学歴
- 1981年 東京外国語大学外国語学部フランス語科卒業
- 1982年-1983年 イスタンブール大学文学部トルコ語学科にて研究（トルコ政府給費奨学生）
- 1984年 パリ第3大学大学院言語学研究科に留学（フランス政府給費奨学生）
- 1987年  東京外国語大学大学院外国語学研究科修士課程修了
- 2002年 ランス大学より博士学位授与

## 職歴
- 1988年 静岡大学人文学部 講師
- 1990年 同 助教授
- 1995年 東京外国語大学外国語学部 助教授
- 2000年 同 教授
- 2009年 東京外国語大学総合国際学研究院 教授（言語文化部門・言語研究系、大学院重点化により所属変更）
- 2023年 東京外国語大学を定年退職、名誉教授

## 研究業績
- 「中世フランス語における方言研究の現状」，単著，『フランス語を探る　フランス語学の諸問題Ⅲ』,2005，三修社，324-336.
- 『ことばの表現辞典』，共著，2004，三省堂
- 現代トルコ語の使役構文―その機能と意味―、言語研究（東京外国語大学）9、69-96、1999年